# Typhlops exiguus
Typhlops exiguus este o specie de șerpi din genul Typhlops, familia Typhlopidae, descrisă de Jan 1864. Conform Catalogue of Life specia Typhlops exiguus nu are subspecii cunoscute.